# Al-Farwanijja
Al-Farwanijja (arab. الفروانية), miasto w Kuwejcie; w zespole miejskim Kuwejtu; ośrodek administracyjny muhafazy Al-Farwanijja; liczy 92 200 mieszkańców (2006). Południowe przedmieście stolicy skupiające głównie pracowników cudzoziemskich.